# Jean-François Courtine
Pour les articles homonymes, voir Courtine (homonymie).
Jean-François Courtine, né le 23 octobre 1944, est un historien de la philosophie et spécialiste de phénoménologie et de l'histoire de l'ontologie.

## Biographie

### Formation et études
Après des études secondaires à Paris (Collège des Oratoriens, Cours Hattemer), et des années de classes préparatoires hypokhâgne au lycée Montesquieu du Mans, puis khâgne aux lycées Janson-de-Sailly et Henri IV à Paris où il est l'élève de Jean Beaufret, il obtient deux licences de lettres classiques et de philosophie à l'Université de Paris ainsi qu'un diplôme d'études supérieures sous la direction de Maurice de Gandillac.
Agrégé de philosophie, il a soutenu sa thèse de doctorat d'État ès lettres en 1987 sous la direction de Pierre Aubenque: Le tournant suarézien : étude sur la formation du système de la métaphysique scolaire.

### Carrière universitaire
Après avoir enseigné au lycée de Saint Germain-en-Laye, puis en classes préparatoires au lycée Louis-le-Grand, il a été recruté en 1973 comme attaché de recherches au Centre Léon Robin (Centre de recherches sur l'histoire de la pensée antique), alors dirigé par Pierre Aubenque. Il devient ensuite chargé de recherches, puis directeur de recherches, avant d'être nommé professeur des universités à l’université de Poitiers (1988-1990), puis professeur à l'École normale supérieure (1990-1998).
À l'École normale supérieure, il a fondé puis dirigé le Département de Philosophie. Il y a également refondé, avec Didier Franck,  les Archives de Husserl de Paris (LA 106, puis UMR 8547 Ens - Cnrs) qu'il a ensuite dirigées de 1987 à 2009, succédant ainsi à Paul Ricœur et Henri Birault.
En 1999, il est nommé professeur à l'Université Paris-Sorbonne où il enseigne d'abord l'histoire de la philosophie médiévale, puis l'histoire de la philosophie contemporaine; il y joue un rôle actif en tant que membre du conseil scientifique de l'université, Vice-Président du conseil scientifique,  puis professeur délégué à la recherche, sous le mandat du Président Georges Molinié. Il a ensuite présidé la 17e section du Conseil national des universités de 2007 à 2011, et a été vice-président de la commission permanente du même conseil de 2009 à 2011.
De 1987 à 2015, il dirigé plusieurs collections chez Vrin : « Bibliothèque d'Histoire de la philosophie », « Problèmes & controverses », « Études et commentaires ».
Professeur invité dans de nombreuses universités, en Europe et en Amérique Latine, il a été membre de l'Institut universitaire de France (chaire : ontologie, théorie de l'objet), de 2002 à 2013 et est membre de l'Institut International de Philosophie (de) depuis 2000. Il en démissionne en 2021 en raison d'un désaccord relatif à la politique de cooptation. 

### Thèmes de recherche
Ancien élève de Jean Beaufret et de Pierre Aubenque, il a notamment traduit et commenté de nombreux textes de Schelling et de Heidegger. Il est également un spécialiste reconnu de l'histoire de la métaphysique, et a publié plusieurs ouvrages consacrés à l'histoire de l'ontologie et du vocabulaire de l'être en philosophie ancienne et médiévale.
Il est l'un des phénoménologues français que Dominique Janicaud avait accusé de participer à un «tournant théologique de la phénoménologie française » dans un pamphlet publié en 1992. Pour répondre à ces accusations, il organise un colloque à l’ÉNS auquel participèrent notamment Paul Ricœur, Michel Henry, Jean-Luc Marion et Jean-Louis Chrétien, et qui donne lieu à une publication.

## Distinctions
En 2013, Jean-François Courtine a reçu le grand prix de philosophie de l'Académie française pour l'ensemble de son œuvre. Il est  membre honoraire de l'Institut universitaire de France.

## Décorations
- Chevalier de la Légion d'honneur
- Officier de l'ordre des Palmes académiques

## Publications

### Œuvres
- Suarez et le système de la métaphysique, Paris, Presses universitaires de France, coll. « Épiméthée », 1990, 560 p.Ouvrage couronné par le Prix Charles Lévéque, décerné par l’Institut de France, 1992.
- Heidegger et la phénoménologie, Paris, Vrin, coll. « Bibliothèque d'histoire de la philosophie », 1990, 408 p.
- Extase de la raison. Essais sur Schelling, Paris, Galilée, 1990, 314 p.
- Nature et empire de la Loi. Études suaréziennes, Paris, Vrin, coll. « Contextes », 1999, 192 p.
- Les catégories de l’être. Études de philosophie ancienne et médiévale, Paris, PUF, coll. « Épiméthée », 2003, 320 p.
- Inventio analogiae : Métaphysique et ontothéologie, Paris, Vrin, coll. « Problèmes et controverses », 2005, 377 p.
- (pt) A Tragédia e o Tempo da História, Sao Paulo, Editora 34, 2006, 368 p.
- La cause de la phénoménologie, Paris, PUF, coll. « Épiméthée », 2007, 276 p.
- Levinas, La trame logique de l'être, Paris, Hermann, coll. « Le Bel Aujourd'hui », 2012, 244 p.
- Schelling, Entre temps et éternité : Histoire et préhistoire de la conscience, Paris, Vrin, coll. « Bibliothèque d'histoire de la philosophie », 2012, 232 p.
- Archéo-Logique. Husserl, Heidegger, Patočka, Paris, PUF, coll. « Épiméthée », 2013, 254 p.

### Direction d’ouvrages collectifs
- Étienne Gilson, Constantes philosophiques de l'être, édition et avant-propos de Jean-François Courtine, Paris, Vrin, 1983, 256 p.
- Hölderlin, Paris, Éditions de l'Herne, 1989, 358 p.
- Herméneutique et ontologie : mélanges en hommage à Pierre Aubenque (co-dir. avec Rémi Brague), Paris, PUF, coll. « Épiméthée », 1990, 388 p.
- Phénoménologie et théologie, Paris, Critérion, coll. « Idées », 1992, 160 p.
- Figures de la subjectivité : approches phénoménologiques et psychiatriques, Paris, Éditions du Centre national de la recherche scientifique, 1992, 212 p.
- Le dernier Schelling : raison et positivité (co-dir. avec Jean-François Marquet), Paris, Vrin, coll. « Bibliothèque d'histoire de la philosophie », 1994, 184 p.
- Phénoménologie et logique, Paris, Presses de l'École normale supérieure, 1996, 378 p.
- Heidegger, 1919-1929 : de l'herméneutique de la facticité à la métaphysique du Dasein, Paris, Vrin, coll. « Problèmes et controverses », 1996, 236 p.
- Edmund Husserl, La représentation vide, suivi de "Les recherches logiques", une œuvre de percée sous la direction de Jocelyn Benoist et Jean-François Courtine, Paris, PUF, "Épiméthée", 2003.Edmund Husserl, La représentation vide, suivi de "Les recherches logiques", une œuvre de percée (co-dir. avec Jocelyn Benoist ), Paris, PUF, coll. « Épiméthée », 2003, 305 p.
- L'Introduction à la métaphysique de Heidegger, Paris, Vrin, coll. « Études et Commentaires », 2007, 240 p
- Schelling, Paris, Éditions du Cerf, coll. « Cahiers d'Histoire de la philosophie », 2010, 560 p.
- Étienne Gilson, Constantes philosophiques de l'être, Paris, Vrin, 2023.

### Traductions
- Heidegger, Schelling : le traité de 1809 sur l'essence de la liberté humaine, Paris, Gallimard, coll. « Classiques de la philosophie », 1977
- Schelling (trad. et notes de Jean-François Courtine et Emmanuel Martineau), Œuvres métaphysiques 1805-1821, Paris, Gallimard, coll. « Bibliothèque de philosophie », 1980
- Johann Georg Hamann, Aesthetica in nuce - Une rhapsodie en prose kabbalistique, trad. et notes, in Po&sie, n° 3, 1980, pp. 3-51.
- Ernst H. Kantorowicz, Note sur les maximes juridiques et les théories esthétiques de la Renaissance, présentation, traduction et notes, in Po&sie n* 18, 1981, pp. 3-21.
- Heidegger, Les problèmes fondamentaux de la phénoménologie, Paris, Gallimard, coll. « Bibliothèque de philosophie », 1985
- Schelling (avec la collab. de Marc Kauffmann), Premiers écrits 1794-1795, Paris, PUF, coll. « Épiméthée », 1987

- Friedrich Wilhelm Joseph von Schelling, Philosophie de la Révélation 1, introduction à la Philosophie de la Révélation, trad. de la RCP Schellingiana du CNRS sous la dir. de Jean-François Marquet et Jean-François Courtine, Paris, PUF, "Épiméthée", 1989.
- Friedrich Wilhelm Joseph von Schelling, Philosophie de la Révélation 2, première partie, trad. de la RCP Schellingiana du CNRS sous la dir. de Jean-François Marquet et Jean-François Courtine, Paris, PUF, "Épiméthée", 1991.
- Martin Heidegger, Interprétations phénoménologiques d'Aristote, (Éd. bilingue), préf. de H.G. Gadamer, postface de H.U. Lessing, Mauvezin, Trans-Europ-repress, 1992.
- Friedrich Wilhelm Joseph von Schelling, Philosophie de la révélation, Deuxième partie. Livre III, trad. du GDR Schellingiana (CNRS) sous la dir. de Jean-François Marquet et Jean-François Courtine, Paris, PUF, "Épiméthée", 1994.
- Friedrich Wilhelm Joseph von Schelling, Introduction à la philosophie de la mythologie, trad. du GDR Schellingiana (CNRS) sous la dir. de Jean-François Courtine et de Jean-François Marquet, Paris, Gallimard, "Bibliothèque de philosophie", 1998.
- Alexius Meinong, Théorie de l'objet et Présentation personnelle : trad. de l'allemand par Jean-François Courtine et Marc de Launay, avec une présentation de Jean-François Courtine, Paris, Vrin, Bibliothèque des textes philosophiques, 1999.
- Werner Beierwaltes, Platonisme et idéalisme, trad. par Marie-Christine Challiol-Gillet, Jean-François Courtine et Pascal David, avec une postf. inédite de l'auteur, Paris, Vrin, "Bibliothèque d'histoire de la philosophie", 2000.
- Martin Heidegger, Platon: "Le sophiste", trad. sous la dir. par Jean-François Courtine et Pascal David, Paris, Gallimard, "Bibliothèque de philosophie", 2001.
- Emil Lask, La logique de la philosophie et la doctrine des catégories, trad. en collaboration avec Marc de Launay, Dominique Pradelle et Philippe Quesne, Paris, Vrin, « Bibliothèque des Textes Philosophiques », 2002.
- Friedrich Hölderlin, Fragments de poétique et autres textes, (Éd. bilingue), présentation, traduction et notes, Paris, Imprimerie nationale, "La salamandre", 2006.
- Ignacio Angelelli, Frege et la philosophie traditionnelle, trad. en collaboration avec Alain de Libera, Jean-Baptiste Rauzy et Jacob Schmutz, Paris, Vrin, "Problèmes et controverses", 2007.
- Franz Brentano, Psychologie du point de vue empirique, Paris, Vrin, "Bibliothèque des textes philosophiques", 2008 (révision de la traduction de Maurice de Gandillac).
- Martin Heidegger, Pensées directrices sur la genèse de la métaphysique, de la science et de la technique moderne, trad. J.-F. Courtine, Françoise Dastur, Marc de Launay et Dominique Pradelle, Le Seuil, 2019.
- Martin Heidegger, Qu'est-ce que la métaphysique ? (1929) Postface (1943), Introduction : Retour au fondement de la métaphysique (1949), nouvelle traduction, présentation, Appendices, glossaires, Paris, Gallimard (Folio/Essais), 2025.

### Mélanges
- (textes réunis par Philippe Büttgen et Jean-Baptiste Rauzy), La longue durée : pour Jean-François Courtine, Paris, Librairie philosophique J. Vrin, coll. « Bibliothèque d'histoire de la philosophie. Nouvelle série », 2016, 336 p.  (ISBN 978-2-7116-2684-7) - [Mélanges. Courtine, Jean-François. 1944-....]

Contributions en français dont une traduite de l'italien - Actes du colloque « Philosophie et longue durée, autour du travail de Jean-François Courtine », tenu à l'université Paris-Sorbonne, 31 mai-1er juin 2013.